# Eva Skantze
Eva Christina Skantze Mullaart , född 29 november 1943 i Karlskrona, är en svensk drama- och teaterpedagog, barnboksförfattare och regissör.
Efter att ha utbildat sig till ingenjör övergick Eva Skantze till att studerade Drama-teater-film vid Lunds universitet. Hon bor och verkar som teaterpedagog i Hässleholm, vars kulturpris hon fick år 2009.